# Deprea nubicola
Deprea nubicola är en potatisväxtart som beskrevs av N.W.Sawyer. Deprea nubicola ingår i släktet Deprea och familjen potatisväxter. Inga underarter finns listade i Catalogue of Life.